# هنري ماري دوكروتي دي بلينفيل
هنري ماري دوكروتي دي بلينفيل (بالفرنسية: Henri Marie Ducrotay de Blainville)‏ عالم فرنسي اختص بدراسة علم الزواحف والبرمائيات وعلم الحيوان والتشريح

## روابط خارجية
- هنري ماري دوكروتي دي بلينفيل على موقع الموسوعة البريطانية (الإنجليزية)